# تصادم نيويورك الجوي 1960
في 16 ديسمبر 1960:أصطدم المحرك الرابع والجناح الأيمن وزعنفة الذيل الأيمن لطائرة دوغلاس دي سي-8 تابعة ليونايتد إيرلاينز رحلة رقم 826 وعلى متنها 77 راكبا و7 من أفراد الطاقم بمنتصف قسم الركاب وذيل طائرة لوكهيد إل-1049 سوبر كونستليشن تابعة لتي دابليو إيه رحلة رقم 266 وعلي متنها 39 راكبا و5 من أفراد الطاقم وتحطمت تي دابليو إيه في قرب قاعدة جوية بجزيرة ستاتن وتحطمت يونايتد إيرلاينز في شوارع بروكلين المزدحمة وقد قتل 135 شخصا في الاصطدام الجوي (84 على متن طائرة يونايتد إيرلاينز و44 علي متن طائرة تي دابليو إيه و7 أشخاص على أراضي مدينة نيويورك). يعد هذا الحادث أسوأ حادث طيران في الولايات المتحدة وسبب الحادث هو خطأ المراقبة الجوية وكان متشابه تقريبا لتصادم غراند كانيون الجوي منذ 4 سنوات وبعد 3 أشهر من التصادم الجوي ففي 16 مارس 1961 كان الرئيس الراحل جون كينيدي قرر خلال مؤتمر صحفي تحسين مراقبة الحركة الجوية بمدن الولايات المتحدة الأكثر إزدحاما من بينها مدينة نيويورك المقلبة بالتفاحة الكبيرة.

## طاقم الطائرتين

### طاقم طائرة الخطوط الجوية المتحدة الرحلة 826
- الكابتن روبرت سوير البالغ من العمر 46 عاما كان طيارا للشركة لمدة 19 عاما.
- المساعد أول روبرت فيبيرغ البالغ من العمر 40 عاما كان مساعد طيار للشركة لمدة 9 سنوات.
- مهندس الطيران ريتشارد برويت البالغ من العمر 30 عاما وكان مهندس رحلات للشركة لمدة 5 سنوات.

### طاقم طائرة تي دابليو إيه الرحلة 266
- الكابتن ديفيد ووليم البالغ من العمر 39 عاما كان طيارا للشركة لمدة 15 عاما.
- المساعد أول دين بوين البالغ من العمر 32 عاما كان مساعد طيار للشركة لمدة 7 سنوات.
- مهندس الطيران ليروي روزنذال البالغ من العمر 30 عاما كان مهندس رحلات للشركة لمدة 4 سنوات.